# Blood Feast 2: All U Can Eat
Blood Feast 2: All U Can Eat – amerykański horror komediowy w reżyserii Herschella Gordona Lewisa. Miał premierę w 2002 roku. Jest sequelem filmu Blood Feast z 1963.

## Fabuła
Fuad Ramses III (wnuk Fuada Ramsesa) zostaje właścicielem lokalu, w którym przed wieloma laty jego dziadek przyrządzał dania z ciał zamordowanych przez niego młodych kobiet. Wkrótce dostaje zlecenie przygotowania posiłku na nadchodzące przyjęcie weselne. Niedługo po tym wydarzeniu odkrywa, że w jednym z pomieszczeń w lokalu znajduje się posąg Isztar. Pod jego wpływem zaczyna zabijać młode kobiety, które mają posłużyć jako posiłek na ślubnym przyjęciu.